# 昙华寺
25°02′53″N 102°44′46″E / 25.04800°N 102.74609°E

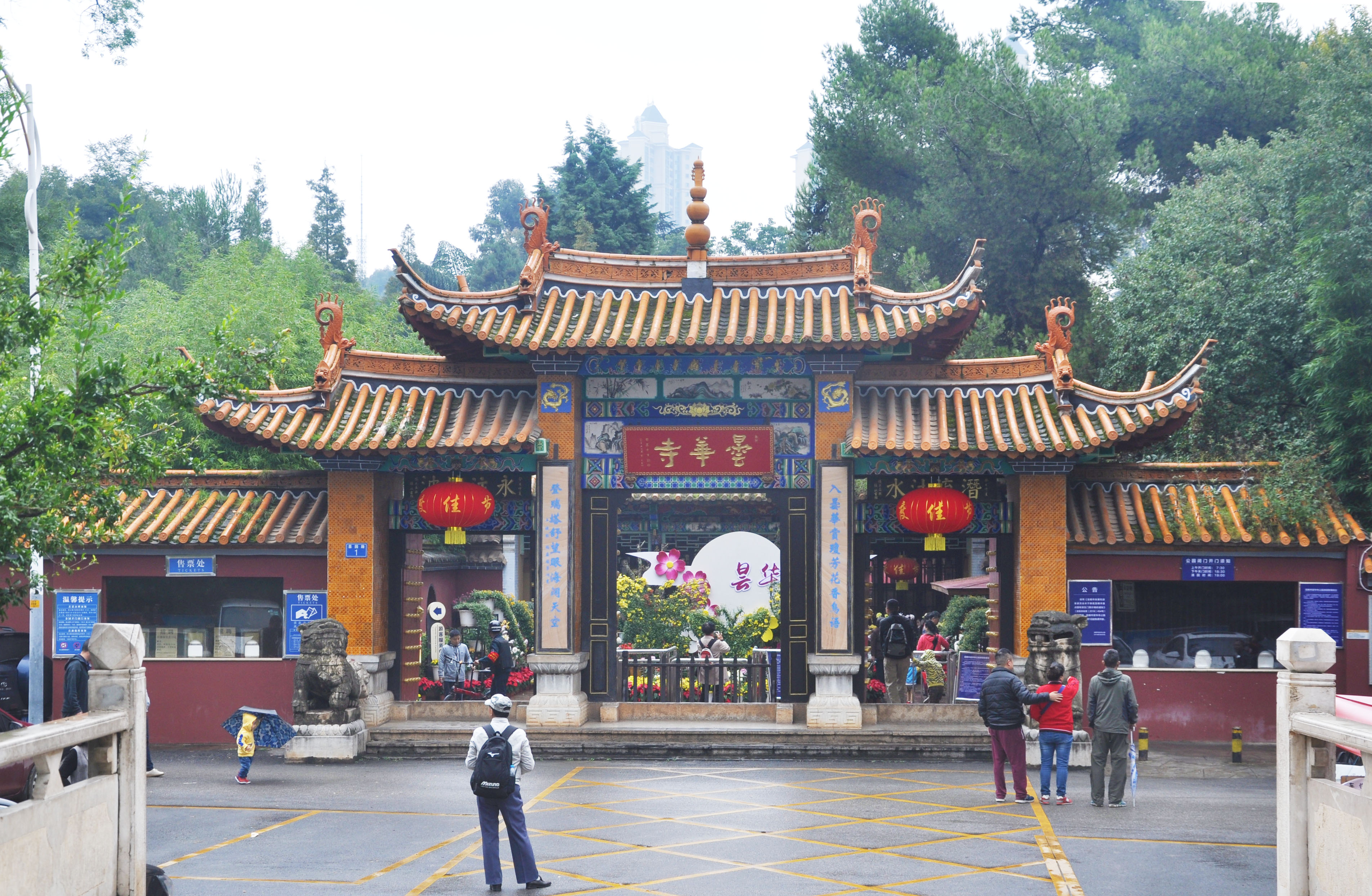
昙华寺

曇華寺，位於云南省昆明市盘龙区青云街道昙华社区，金汁河畔，因園內有一株優曇樹而得名。曇華寺始建於明朝崇禎年代，原為明代光祿大夫施石橋的別墅，其曾孫施泰維捐贈建寺，清道光年間地震後重修，于上世紀80年代，擴建成一處仿江南古典園林，整座寺庙的房屋、亭台、門樓等，都是仿照白族民居建造的。寺内的朱德赠映空和尚诗文碑是云南省文物保护单位。